# Centrale hydroélectrique de Nagchen
La centrale hydroélectrique de Nagchen, située dans la région de Lhassa, a été construite entre 1959 et 1960.

## Historique
Elle fut construite par des prisonniers d'un camp de détention situé à proximité,. Affectés par la malnutrition et exténués par un travail harassant, plusieurs d'entre eux mouraient chaque jour, leurs cadavres étaient jetés dans le fleuve par les gardes. Selon Tubten Khétsun, un des travailleurs du chantier, la centrale fournissait de l'électricité aux unités de travail chinoises, la population ne bénéficiant que d'un éclairage succinct durant près de 10 jours par mois. En hiver et au printemps, quand le niveau d'eau était au plus bas, elle ne fonctionnait pas. L'électrification n'était qu'une fiction.